# Истрефи, Эра
Эра Истрефи (алб. Era Istrefi; 4 июля 1994) — косоварская певица и автор-исполнитель. Получила первую популярность среди албаноязычной аудитории в Европе после выпуска своего дебютного сингла «Mani për money» в 2013 году в возрасте 19 лет.
В 2016 году Истрефи получила международное признание после выхода её сингла «BonBon». Спустя месяц после успеха песни подписала контракт с американскими лейблами Sony Music и Ultra Music. В 2017 году получила премию European Border Breakers Award. В 2018 году стала одним из исполнителей песни «Live It Up» в рамках FIFA World Cup.

## Жизнь и карьера

### 1994—2014: Ранняя жизнь и начало карьеры
Эра Истрефи родилась 4 июля 1994 года в Приштине, Косово (на тот момент в составе СРЮ). Её родители Сюзана Тахирсюляй — албанская певица, популярная в 1980-е и 1990-е года и Незир Истрефи — журналист. После смерти её отца в 2004 году её мать оставила свою музыкальную карьеру. Её сестра Нора Истрефи также является певицей.
Истрефи сделала свой дебют у себя на родине в 2013 году с песней «Mani për money», содержавшей текст на гегском диалекте албанского языка с некоторыми словами на английском. Несколько месяцев спустя она выпустила следующий релиз, «A Po Don?», раскрутка которого сопровождалась видеоклипом, также получившего признание. Её третий сингл «E Dehun» был написан под впечатлением одноимённого сингла Неджмии Пагаруши — используется тот же текст и часть инструментальной записи. После выхода «E Dehun»" получил три награды на Videofest Awards, включая в номинации «Лучший новый исполнитель». В декабре 2014 года певица выпустила поп-балладу «13», которая была спродюсирована и выпущена в США. Снятое на песню музыкальное видео в течение 24 часов набрало почти 200,000 просмотров на YouTube, а позже о нём появилась статья в журнале V Magazine. В это же время она заявила о поддержке прав ЛГБТ. В 2016 году получила албанское гражданство.

### 2015 — настоящее: Международный прорыв
Истрефи получила международное признание благодаря своему синглу «BonBon», выпуск которого состоялся 31 декабря 2015 года вместе с сопровождающим его видеоклипом, который был снят в Косово. Песня стала немедленным успехом, став вирусной в социальных сетях. Также певица получила похвалу от американской актрисы Хлои Грейс Морец, а различные издания называли её «Рианной и Sia из Косово». В феврале 2016 года Истрефи подписала контракт с американскими лейблами Sony Music Entertainment и Ultra Music. Также сообщалось, что певица выпустит свой предстоящий дебютный альбом в сотрудничестве с RCA Records. В июне 2016 года состоялся релиз англоязычной версии «Bonbon».
24 февраля 2017 года выпустила новый сингл Redrum, записанный при участии продюсера Феликса Сноу. Несколько месяцев спустя, 29 сентября Истрефи выпустила новый сингл «No I Love Yous», записанные при участии French Montana. 25 мая Эра присоединилась к Уиллу Смиту и Ники Джему, чтобы записать официальную песню чемпионата мира FIFA World Cup «Live It Up».
15 июля 2018 года исполнители были удостоены исполнить официальную песню Чемпионата Мира по футболу 2018 «Live It Up» на церемонии закрытия турнира. В течение остальной части лета она выпустила ещё два сингла: «Prisoner» и «Oh God», последний с участием Konshens. Появилась на альбомах Стива Аоки Neon Future III и Джонаса Блу, Blue вышедших 19 ноября.
В 2019 году Истрефи совместно с бельгийским дуэтом Dimitri Vegas & Like Mike выпустила свой следующий сингл «Selfish», который возглавил Billboard Dance Club Airplay charts. Два месяца спустя она работала со своей сестрой и албанской певицей Норой Истрефи над синглом " Nuk E Di «, который стал первым музыкальным сотрудничеством для них обеих. В том же году она выпустила „Sayonara детка“ с российским рэпером Элджеем и участвовала вместе с американским рэпером Offset в сингле „Let’s Get Married“ голландского дуэта Yellow Claw.

## Образ

### Музыкальный стиль
Истрефи характеризует свою музыку как мультижанровую, сочетающую дэнсхолл с хип-хопом, поп-музыкой и электроникой. Её музыка также включает электронную танцевальную музыку, регги, техно и альтернативу. Различные наблюдатели сравнивали её музыкальный стиль и имидж с Рианной и Сией.

### Влияния
Эра Истрефи использует различные музыкальные жанры, которые она открыла для себя в юности, и заявила, что регги и ямайская музыка были основными музыкальными жанрами, которые она полюбила, когда ей было шестнадцать. Она назвала Рианну и Лану Дель Рей своими кумирами и оказавшими наибольшее влияние на музыку. Певица из косовских албанцев Неджмие Пагаруша также вдохновила Эру. Помимо этого Истрефи похвалила Рианну за то, что ей удавалось постоянно успешно изобретать себя заново на протяжении всей своей карьеры.

## Критика

### Споры о музыкальном видео
Видеоклип к третьему синглу Эры Истрефи «E Dehun» вызвал протесты у членов Сербской православной церкви. Причиной их возмущения стали образы, в том числе полуобнажённая Истрефи, танцующая в пределах незаконченного собора Христа Спасителя, строительство которого началось на территории Приштинского университета во время режима Милошевича. Представители СПЦ назвали это «демоническим» и «кощунственным». Астрит Исмаили на эту критику отметил, что у него не было намерения оскорблять сербов, и что у него было разрешение снимать видео у входа в церковь.

### Обвинения в расизме
Когда самая известная на сегодняшний день песня Истрефи, «BonBon», изначально была выпущена на NES lyricsR, тексты содержали этнические оскорбления негров. По мере того, как популярность песни росла, англоязычная аудитория стала замечать использование оскорблений. Поскольку Истрефи — белая южноевропейская женщина, это вызвало возмущение. После того, как видео было повторно загружено на канал Ultra Music на YouTube, слово было вырезано.

Позже Истрефи извинилась в социальных сетях за использование слова:
Извиняюсь, что не знала о том, как надо использовать слово на букву Н. В Косово нет чернокожих людей, так что мы используем его как «братан» при обращении друг к другу. Вот почему мы всегда должны думать о более широкой картине/Вот почему мы не должны забывать, что мир намного больше
#noracism #weareone 🌏
С любовью,
Эра 💌

## Дискография

### Синглы

#### В качестве ведущего исполнителя
| „Mani për money“                                                                        | 2013 | —  | —  | —  | —  | —  | —  | —  | —  | —  | —   | —  | —  | Нет                                                           | Неальбомные синглы |
| «A po don?»                                                                             | 2014 | —  | —  | —  | —  | —  | —  | —  | —  | —  | —   | —  | —  | Нет                                                           |                    |
| «E dehun» (featuring Mixey)                                                             | 2014 | —  | —  | —  | —  | —  | —  | —  | —  | —  | —   | —  | —  | Нет                                                           |                    |
| «13»                                                                                    | 2014 | —  | —  | —  | —  | —  | —  | —  | —  | —  | —   | —  | —  | Нет                                                           |                    |
| «Njo si ti»                                                                             | 2015 | —  | —  | —  | —  | —  | —  | —  | —  | —  | —   | —  | —  | Нет                                                           |                    |
| «Shumë pis» (при участии Ледри Вулы)                                                    | 2015 | 15 | —  | —  | —  | —  | —  | —  | —  | —  | —   | —  | —  | Нет                                                           |                    |
| «BonBon»                                                                                | 2016 | 1  | 46 | 19 | 39 | 95 | 38 | 29 | 10 | 68 | 10  | 39 | 13 | - BVMI: Золотой - FIMI: Золотой - MC: Золотой - NVPI: Золотой |                    |
| «Redrum» (при участии Феликса Сноу)                                                     | 2017 | 1  | —  | —  | —  | —  | —  | —  | —  | —  | 26  | —  | 45 | Нет                                                           |                    |
| «No I Love Yous» (при участии French Montana)                                           | 2017 | 3  | —  | —  | —  | —  | —  | —  | —  | —  | —   | —  | —  | Нет                                                           |                    |
| «Origami» (при участии Maphorisa)                                                       | 2018 | 21 | —  | —  | —  | —  | —  | —  | —  | —  | —   | —  | —  | Нет                                                           |                    |
| «Prisoner»                                                                              | 2018 | 22 | —  | —  | —  | —  | —  | —  | —  | —  | —   | —  | —  | Нет                                                           |                    |
| «Oh God» (при участии Konshens)                                                         | 2018 | 17 | —  | —  | —  | —  | —  | —  | —  | —  | —   | —  | —  | Нет                                                           |                    |
| «Selfish» (с Dimitri Vegas & Like Mike)                                                 | 2019 | 51 | —  | —  | 35 | —  | —  | —  | —  | —  | 690 | —  | 26 | Нет                                                           |                    |
| «Nuk e di» (при участии Норы Эстрефи)                                                   | 2019 | 17 | —  | —  | —  | —  | —  | —  | —  | —  | —   | —  | —  | Нет                                                           |                    |
| «Sayonara детка» (с Элджеем)                                                            | 2019 | —  | —  | —  | —  | —  | —  | —  | —  | —  | 11  | —  | —  | Нет                                                           |                    |
| «No Maybes» (с Ilkay Sencan при участии Араша)                                          | 2020 | —  | —  | —  | —  | —  | —  | —  | —  | —  | 378 | —  | —  | Нет                                                           |                    |
| «—» означает, что сингл не попал в чарты или не был выпущен на определённой территории. |      |    |    |    |    |    |    |    |    |    |     |    |    |                                                               |                    |

#### В качестве приглашённого исполнителя
| «Live It Up» (Ники Джем при участии Уилла Смита и Эры Истрефи)                              | 2018 | 7 | 21 | 65 | 42 | 21 | 68 | 71 | 78 | 59 | 32 | - IFPI SWI: Золотой | Неальбомный сингл |
| «Let’s Get Married» (Yellow Claw при участии Offset и Эры Истрефи)                          | 2019 | — | —  | —  | —  | —  | —  | —  | —  | —  | —  | Нет                 | Never Dies        |
| «—» означает, что запись не попала в чарты или не была выпущена на определённой территории. |      |   |    |    |    |    |    |    |    |    |    |                     |                   |

### Появления в качестве гостя
| Название        | Год  | Исполнитель(и) | Альбом          |
| --------------- | ---- | -------------- | --------------- |
| «Anything More» | 2018 | Стив Аоки      | Neon Future III |
| «Purpose»       | 2018 | Джонас Блу     | Blue            |

## Награды и номинации
| Год  | Награда                       | Номинация                        | Номинированная работа          | Результат |
| ---- | ----------------------------- | -------------------------------- | ------------------------------ | --------- |
| 2014 | VideoFest Awards              | Best Performance                 | «E dehun»                      | Победа    |
| 2014 | VideoFest Awards              | Best Styling                     | «E dehun»                      | Победа    |
| 2014 | VideoFest Awards              | Best Female                      | «E dehun»                      | Номинация |
| 2014 | VideoFest Awards              | Best New Artist                  | «Mani për money»               | Победа    |
| 2014 | Zhurma Show Awards            | Best New Artist                  | «E dehun»                      | Номинация |
| 2015 | Zhurma Show Awards            | Best Collaboration               | «Shumë pis»                    | Номинация |
| 2015 | Zhurma Show Awards            | Internet Award                   | «Shumë pis»                    | Победа    |
| 2015 | Zhurma Show Awards            | Best Song                        | «Shumë pis»                    | Номинация |
| 2016 | Top Music Awards              | Collaboration of the Year        | «Shumë pis»                    | Победа    |
| 2016 | Top Music Awards              | Song of the Year                 | «Shumë pis»                    | Номинация |
| 2016 | Top Music Awards              | Song of the Year                 | «BonBon»                       | Победа    |
| 2016 | Top Music Awards              | Female Artist of the Year        | «Она сама»                     | Победа    |
| 2016 | Top Music Awards              | Avantgarde Artist                | «Она сама»                     | Номинация |
| 2016 | Kult Awards                   | Song of the Year                 | «BonBon»                       | Номинация |
| 2016 | Big Apple Music Award         | Hit of the Year                  | «BonBon»                       | Номинация |
| 2017 | Eurosonic Noorderslag         | European Border Breakers Award   | «Она сама»                     | Победа    |
| 2017 | Eurosonic Noorderslag         | Public Choice Award              | «Она сама»                     | Номинация |
| 2018 | Bama Music Awards             | Best Albanian & Kosovar Act      | «Herself»                      | Ожидается |
| 2018 | BreakTudo Awards              | New Artist International         | «Herself»                      | Номинация |
| 2019 | Russian National Music Awards | Best Hip-Hop Project of the Year | for «Элджей feat. Era Istrefi» | Номинация |